# SUV39H1

La histona-lisina N-metiltransferasa (SUV39H1) es una enzima codificada en humanos por el gen suv39H1.
Esta proteína pertenece a la familia de supresores homólogos de la variegación 3-9 y posee un cromodominio y un dominio SET C-terminal. Esta proteína nuclear se dirige a los centrómeros durante la mitosis y funciona como una histona metiltransferasa, metilando la lisina 9 de la histona H3. Además, juega un papel crucial en la organización de la heterocromatina, en la segregación de los cromosomas durante la anafase y en la correcta progresión de la mitosis.

## Interacciones
La enzima SUV39H1 ha demostrado ser capaz de interaccionar con:
- HDAC1[3]
- HDAC2[3]
- HDAC3[3]
- HDAC9[4]
- Proteína del retinoblastoma[5][6]
- CBX5[7][8][4]
- DNMT3A[9]
- MBD1[7]
- RUNX1[10]
- SBF1[11]
- CBX1[1]